# 陳卓謙
陳卓謙（CHAN Cheuk Him, Timmy，1997年12月24日—），生於香港，香港男子劍擊運動員，現位居於香港成人組男子佩劍運動員排名第三位。陳卓謙曾讀於喇沙小學、林大輝中學，並在2019年於香港浸會大學（浸大）體育及康樂管理學系畢業。他的教練為鄭兆康、謝宇明，同期隊友包括：江旻憓、張家朗、張小倫、羅浩天及蔡俊彥等。

## 簡歷
陳卓謙就讀中二時，在朋友介紹下接觸劍擊，並加入劍擊校隊。其後，在2013年成為香港劍擊運動員。過往，他在香港少年組及青年組的男子佩劍排名均為第一名，現時他於香港成人組男子佩劍排名第三。在2013年及2015年，陳卓謙分別在二十歲以下劍擊錦標賽的少年組及青年組贏得冠軍寶座。2018年，他在二十三歲以下劍擊錦標賽奪取冠軍。同年，他在亞洲二十三歲以下劍擊錦標賽團體賽中聯同隊友贏取冠軍。 於2019年，陳卓謙勝出了藍十字保險香港公開劍擊錦標賽(成年組)，取得冠軍。 他最擅長的劍擊招式為「延續進攻」，即在第一次進攻後，不收回手臂，緊接做出攻擊動作以取分。

## 出身及早年生活
陳卓謙於就讀林大輝中學時，為多個運動項目的校隊成員，包括籃球及手球。當時學校設有「一生一運動」計劃，他陪同朋友學習劍擊，旁聽劍擊課，因而對劍擊產生興趣。隨後，他正式學習劍擊，其後更被挑選加入劍擊校隊，同年參加他第一場的學界劍擊比賽，於八強止步。在2012年的香港青少年劍擊錦標賽，陳卓謙取得季軍成續，進入香港少年組男子佩劍排名前八名，因而得到香港體育學院（體院）邀請，正式加入劍擊港青，為體院獎學金運動員。

## 大學時期
陳卓謙在2015年加入香港浸會大學劍擊隊，於2017年至2019年獲取「香港浸會大學精英運動員入學計劃」獎學金，並在2017年至2018年期間擔任浸大劍擊隊隊長。他在2016年至2019年於以團體賽比拼的大專盃劍擊比賽，均贏取冠軍佳績。2017年，陳卓謙在香港電台的廣播電台節目《奮發時刻DSE》擔任嘉賓，分享浸大的精英運動員入學計劃，以及學生運動員的心路歷程。陳卓謙在2019年藍十字保險香港公開劍擊錦標賽（成年組）佩劍賽事中奪冠後，他在大學畢業後成為全職運動員。

## 全職運動員時期
在2019年7月至2021年3月期間，陳卓謙為香港體育學院的全職佩劍劍擊運動員，曾代表香港出戰世界盃分站賽事，包括：埃及開羅、波蘭華沙，以及盧森堡；他在以上分站賽事的排名分別：158、165及148。其後，受2019冠狀病毒疫情影響，劍擊比賽有限，他轉職為兼職運動員。現時，陳卓謙正為參加在中國陝西舉行的第14屆中華人民共和國全國運動會（全運會）進行訓練。

## 主要比賽成績
以下為陳卓謙在香港及海外主要比賽的成績：
| 年份 | 比賽                                   | 成績   |
| ---- | -------------------------------------- | ------ |
| 2021 | 會長盃劍擊錦標賽(成年組)               | 亞軍   |
| 2019 | 藍十字保險香港公開劍擊錦標賽(成年組)   | 冠軍   |
|      | 亞洲二十三歲以下劍擊錦標賽 (團體)      | 季軍   |
|      | 大專盃劍擊比賽(佩劍)                   | 冠軍   |
| 2018 | 藍十字保險香港公開劍擊錦標賽(成年組)   | 亞軍   |
|      | 二十三歲以下劍擊錦標賽                 | 冠軍   |
|      | 大專盃劍擊比賽(佩劍)                   | 冠軍   |
|      | 亞洲二十三歲以下劍擊錦標賽 (團體)      | 冠軍   |
| 2017 | 分齡劍擊錦標賽(青年組)                 | 亞軍   |
|      | 亞洲二十三歲以下劍擊錦標賽 (團體)      | 季軍   |
|      | 大專盃劍擊比賽(佩劍)                   | 冠軍   |
| 2016 | 挑戰盃劍擊錦標賽(成年組)               | 亞軍   |
|      | 阿諾劍擊錦標賽亞洲站(青年組)           | 季軍   |
|      | 二十三歲以下劍擊錦標賽                 | 亞軍   |
|      | 分齡劍擊錦標賽(青年組)                 | 冠軍   |
|      | 大專盃劍擊比賽(佩劍)                   | 冠軍   |
|      | 亞洲二十三歲以下劍擊錦標賽 (個人)      | 第六名 |
|      | 亞洲二十三歲以下劍擊錦標賽 (團體)      | 第五名 |
|      | 亞洲青年及少年劍擊錦標賽(青年組)(團體) | 亞軍   |
|      | 全國劍擊錦標賽(團體)                   | 第八名 |
| 2015 | 青少年劍擊錦標賽(青年組)               | 冠軍   |
|      | 二十歲以下劍擊錦標賽(青年組)           | 冠軍   |
|      | 分齡劍擊錦標賽(青年組)                 | 亞軍   |
|      | 第一屆全國青年運動會(團體)             | 第八名 |
|      | 亞洲青年及少年劍擊錦標賽(青年組)(個人) | 第六名 |
|      | 亞洲青年及少年劍擊錦標賽(青年組)(團體) | 亞軍   |
| 2014 | 青少年劍擊錦標賽(青年組)               | 冠軍   |
|      | 二十歲以下劍擊錦標賽(青年組)           | 亞軍   |
|      | 分齡劍擊錦標賽(青年組)                 | 季軍   |
|      | 分齡劍擊錦標賽(少年組)                 | 冠軍   |
|      | 亞洲青年及少年劍擊錦標賽(少年組)(個人) | 季軍   |
| 2013 | 二十歲以下劍擊錦標賽(青年組)           | 季軍   |
|      | 二十歲以下劍擊錦標賽(少年組)           | 冠軍   |
|      | 亞洲青年及少年劍擊錦標賽(少年組)(團體) | 第五名 |
|      | 亞洲青年及少年劍擊錦標賽(少年組)(個人) | 第八名 |
|      | 青少年劍擊錦標賽                       | 季軍   |

## 外部連結
- Cheuk Him Timmy 陳卓謙的Facebook專頁
- 陳卓謙的Instagram帳戶